# Marcelo Melo
Marcelo Pinheiro Davi de Melo (* 23. September 1983 in Belo Horizonte) ist ein brasilianischer Tennisspieler.

## Karriere
Der Doppelspezialist begann seine Profikarriere 1998. Nach einer positiven Dopingprobe auf Isomethepten beim ATP Queen’s Club 2007 musste Melo eine zweimonatige Sperre absitzen. Die vergleichsweise kurze Sperre wurde von der ITF damit begründet, dass Melo das Mittel nicht mit der Absicht einer Leistungssteigerung eingenommen habe. 2009 erreichte er gemeinsam mit Vania King das Finale der Mixed-Konkurrenz der French Open. Damit stand er als siebter Brasilianer im Finale eines Grand-Slam-Turniers. 2013 stand er im Endspiel der Doppelkonkurrenz von Wimbledon. 2015 gewann er in Paris an der Seite von Ivan Dodig seinen ersten Grand-Slam-Titel.
Seine beste Weltranglistenplatzierung erreichte er im Einzel im November 2005 mit Rang 273. Im Doppel führte er ab dem 2. November 2015 die Weltrangliste 19 Wochen lang an und übernahm die Führung am 9. Mai 2016 erneut. Durch seinen Turniersieg in Wimbledon 2017 mit Łukasz Kubot übernahm er für fünf Wochen nochmals die Spitze der Weltrangliste, ebenso zum 6. November 2017 nach dem Sieg beim Paris Masters.

## Erfolge
| Legende (Anzahl der Siege)                       |
| Grand Slam (2)                                   |
| ATP World Tour Finals                            |
| ATP World Tour Masters 1000 (9)                  |
| ATP World Tour 500 (12)                          |
| ATP International Series ATP World Tour 250 (16) |
| ATP Challenger Tour (11)                         |

| Titel nach Belag |
| Hartplatz (23)   |
| Sand (10)        |
| Rasen (6)        |
| Teppich (0)      |

### Doppel

#### Turniersiege

##### ATP World Tour
| Nr. | Datum            | Turnier             | Belag         | Partner            | Finalgegner                           | Ergebnis                   |
| --- | ---------------- | ------------------- | ------------- | ------------------ | ------------------------------------- | -------------------------- |
| 1.  | 6. Mai 2007      | Estoril             | Sand          | André Sá           | Martín García Sebastián Prieto        | 3:6, 6:2, [10:6]           |
| 2.  | 6. Januar 2008   | Adelaide            | Hartplatz     | Martín García      | Chris Guccione Robert Smeets          | 6:3, 3:6, [10:7]           |
| 3.  | 17. Februar 2008 | Costa do Sauípe (1) | Sand          | André Sá           | Albert Montañés Santiago Ventura      | 4:6, 6:2, [10:7]           |
| 4.  | 24. Mai 2008     | Pörtschach          | Sand          | André Sá           | Julian Knowle Jürgen Melzer           | 7:5, 6:73, [13:11]         |
| 5.  | 23. August 2008  | New Haven           | Hartplatz     | André Sá           | Mahesh Bhupathi Mark Knowles          | 7:5, 6:2                   |
| 6.  | 24. Mai 2009     | Kitzbühel           | Sand          | André Sá           | Andrei Pavel Horia Tecău              | 6:79, 6:2, [10:7]          |
| 7.  | 22. Mai 2010     | Nizza               | Sand          | Bruno Soares       | Rohan Bopanna Aisam-ul-Haq Qureshi    | 1:6, 6:3, [10:5]           |
| 8.  | 6. Februar 2011  | Santiago de Chile   | Sand          | Bruno Soares       | Łukasz Kubot Oliver Marach            | 6:3, 7:63                  |
| 9.  | 12. Februar 2011 | Costa do Sauípe (2) | Sand          | Bruno Soares       | Pablo Andújar Daniel Gimeno Traver    | 7:64, 6:3                  |
| 10. | 21. Oktober 2012 | Stockholm           | Hartplatz (i) | Bruno Soares       | Robert Lindstedt Nenad Zimonjić       | 6:74, 7:5, [10:6]          |
| 11. | 6. Januar 2013   | Brisbane            | Hartplatz     | Tommy Robredo      | Eric Butorac Paul Hanley              | 4:6, 6:1, [10:5]           |
| 12. | 12. Oktober 2013 | Shanghai (1)        | Hartplatz     | Ivan Dodig         | David Marrero Fernando Verdasco       | 7:62, 6:76, [10:2]         |
| 13. | 11. Januar 2014  | Auckland            | Hartplatz     | Julian Knowle      | Alexander Peya Bruno Soares           | 4:6, 6:3, [10:5]           |
| 14. | 1. März 2015     | Acapulco (1)        | Hartplatz     | Ivan Dodig         | Mariusz Fyrstenberg Santiago González | 7:62, 5:7, [10:3]          |
| 15. | 6. Juni 2015     | French Open         | Sand          | Ivan Dodig         | Bob Bryan Mike Bryan                  | 6:75, 7:65, 7:5            |
| 16. | 11. Oktober 2015 | Tokio (1)           | Hartplatz     | Raven Klaasen      | Juan Sebastián Cabal Robert Farah     | 7:65, 3:6, [10:7]          |
| 17. | 18. Oktober 2015 | Shanghai (2)        | Hartplatz     | Raven Klaasen      | Simone Bolelli Fabio Fognini          | 6:3, 6:3                   |
| 18. | 25. Oktober 2015 | Wien (1)            | Hartplatz (i) | Łukasz Kubot       | Jamie Murray John Peers               | 4:6, 7:63, [10:6]          |
| 19. | 8. November 2015 | Paris (1)           | Hartplatz (i) | Ivan Dodig         | Vasek Pospisil Jack Sock              | 2:6, 6:3, [10:5]           |
| 20. | 31. Juli 2016    | Toronto             | Hartplatz     | Ivan Dodig         | Jamie Murray Bruno Soares             | 6:4, 6:4                   |
| 21. | 21. August 2016  | Cincinnati          | Hartplatz     | Ivan Dodig         | Jean-Julien Rojer Horia Tecău         | 7:65, 6:75, [10:6]         |
| 22. | 30. Oktober 2016 | Wien (2)            | Hartplatz (i) | Łukasz Kubot       | Oliver Marach Fabrice Martin          | 4:6, 6:3, [13:11]          |
| 23. | 1. April 2017    | Miami               | Hartplatz     | Łukasz Kubot       | Nicholas Monroe Jack Sock             | 7:5, 6:3                   |
| 24. | 14. Mai 2017     | Madrid              | Sand          | Łukasz Kubot       | Nicolas Mahut Édouard Roger-Vasselin  | 7:5, 6:3                   |
| 25. | 17. Juni 2017    | ’s-Hertogenbosch    | Rasen         | Łukasz Kubot       | Raven Klaasen Rajeev Ram              | 6:3, 6:4                   |
| 26. | 25. Juni 2017    | Halle (1)           | Rasen         | Łukasz Kubot       | Alexander Zverev Mischa Zverev        | 5:7, 6:3, [10:8]           |
| 27. | 15. Juli 2017    | Wimbledon           | Rasen         | Łukasz Kubot       | Oliver Marach Mate Pavić              | 5:7, 7:5, 7:62, 3:6, 13:11 |
| 28. | 5. November 2017 | Paris (2)           | Hartplatz (i) | Łukasz Kubot       | Ivan Dodig Marcel Granollers          | 7:63, 3:6, [10:6]          |
| 29. | 12. Januar 2018  | Sydney              | Hartplatz     | Łukasz Kubot       | Jan-Lennard Struff Viktor Troicki     | 6:3, 6:4                   |
| 30. | 24. Juni 2018    | Halle (2)           | Rasen         | Łukasz Kubot       | Alexander Zverev Mischa Zverev        | 7:61, 6:4                  |
| 31. | 7. Oktober 2018  | Peking              | Hartplatz     | Łukasz Kubot       | Oliver Marach Mate Pavić              | 6:1, 6:4                   |
| 32. | 14. Oktober 2018 | Shanghai (3)        | Hartplatz     | Łukasz Kubot       | Jamie Murray Bruno Soares             | 6:4, 6:2                   |
| 33. | 23. August 2019  | Winston-Salem       | Hartplatz     | Łukasz Kubot       | Nicholas Monroe Tennys Sandgren       | 6:76, 6:1, [10:3]          |
| 34. | 29. Februar 2020 | Acapulco (2)        | Hartplatz     | Łukasz Kubot       | Juan Sebastián Cabal Robert Farah     | 7:66, 6:74, [11:9]         |
| 35. | 1. November 2020 | Wien (3)            | Hartplatz (i) | Łukasz Kubot       | Jamie Murray Neal Skupski             | 7:65, 7:5                  |
| 36. | 9. Oktober 2022  | Tokio (2)           | Hartplatz     | Mackenzie McDonald | Rafael Matos David Vega Hernández     | 6:4, 3:6, [10:4]           |
| 37. | 25. Juni 2023    | Halle (3)           | Rasen         | John Peers         | Simone Bolelli Andrea Vavassori       | 7:63, 3:6, [10:6]          |
| 38. | 16. Juni 2024    | Stuttgart           | Rasen         | Rafael Matos       | Julian Cash Robert Galloway           | 3:6, 6:3, [10:8]           |
| 39. | 22. Februar 2025 | Rio de Janeiro      | Sand          | Rafael Matos       | Pedro Martínez Jaume Munar            | 6:2, 7:5                   |

##### ATP Challenger Tour
| Nr. | Datum             | Turnier            | Belag     | Partner                | Finalgegner                        | Ergebnis  |
| --- | ----------------- | ------------------ | --------- | ---------------------- | ---------------------------------- | --------- |
| 1.  | 4. August 2002    | Belo Horizonte (1) | Hartplatz | Daniel Melo            | Denis Golowanow Michael Joyce      | 6:3, 6:4  |
| 2.  | 24. Juli 2005     | Bogotá             | Sand      | Brian Dabul            | Marcos Daniel Santiago González    | 6:4, 6:4  |
| 3.  | 29. Juli 2006     | Campos do Jordão   | Hartplatz | André Sá               | Jacob Adaktusson Leonardo Mayer    | 7:61, 7:5 |
| 4.  | 6. August 2006    | Belo Horizonte (2) | Hartplatz | André Sá               | Jean-Julien Rojer Márcio Torres    | 6:1, 6:4  |
| 5.  | 8. Oktober 2006   | Quito              | Sand      | Rogério Dutra da Silva | Pablo Cuevas Horacio Zeballos      | 6:3, 6:4  |
| 6.  | 15. Oktober 2006  | Medellín           | Sand      | André Ghem             | Pablo Cuevas Horacio Zeballos      | kampflos  |
| 7.  | 22. Oktober 2006  | Bogotá             | Sand      | André Sá               | Eric Nunez Jean-Julien Rojer       | 6:4, 7:65 |
| 8.  | 1. April 2007     | Mexiko-Stadt       | Sand      | Horacio Zeballos       | Ramón Delgado André Sá             | 6:4, 6:2  |
| 9.  | 7. April 2007     | San Luis Potosí    | Sand      | Jérémy Chardy          | Jorge Aguilar Pablo González       | 6:0, 6:3  |
| 10. | 22. April 2007    | Bermuda            | Sand      | André Sá               | Benedikt Dorsch Serhij Stachowskyj | 6:2, 6:4  |
| 11. | 18. November 2007 | Buenos Aires       | Sand      | Sebastián Prieto       | Brian Dabul Máximo González        | 6:4, 7:60 |

#### Finalteilnahmen
| Nr. | Datum              | Turnier              | Belag         | Partner              | Finalgegner                             | Ergebnis           |
| --- | ------------------ | -------------------- | ------------- | -------------------- | --------------------------------------- | ------------------ |
| 1.  | 15. Juni 2008      | Queen’s Club (1)     | Rasen         | André Sá             | Daniel Nestor Nenad Zimonjić            | 4:6, 6:73          |
| 2.  | 1. März 2009       | Delray Beach         | Hartplatz     | André Sá             | Bob Bryan Mike Bryan                    | 4:6, 4:6           |
| 3.  | 14. Juni 2009      | Queen’s Club (2)     | Rasen         | André Sá             | Wesley Moodie Michail Juschny           | 4:6, 6:4, [6:10]   |
| 4.  | 26. Juli 2009      | Hamburg              | Sand          | Filip Polášek        | Simon Aspelin Paul Hanley               | 3:6, 3:6           |
| 5.  | 17. Januar 2010    | Auckland             | Hartplatz     | Bruno Soares         | Marcus Daniell Horia Tecău              | 5:7, 4:6           |
| 6.  | 1. August 2010     | Gstaad               | Sand          | Bruno Soares         | Johan Brunström Jarkko Nieminen         | 3:6, 7:64, [9:11]  |
| 7.  | 26. September 2010 | Metz (1)             | Hartplatz (i) | Bruno Soares         | Dustin Brown Rogier Wassen              | 3:6, 3:6           |
| 8.  | 26. Februar 2011   | Acapulco             | Sand          | Bruno Soares         | Victor Hănescu Horia Tecău              | 1:6, 3:6           |
| 9.  | 25. September 2011 | Metz (2)             | Hartplatz (i) | Lukáš Dlouhý         | Jamie Murray André Sá                   | 4:6, 6:77          |
| 10. | 26. Februar 2012   | Memphis              | Hartplatz (i) | Ivan Dodig           | Maks Mirny Daniel Nestor                | 6:4, 5:7, [7:10]   |
| 11. | 6. Juli 2013       | Wimbledon            | Rasen         | Ivan Dodig           | Bob Bryan Mike Bryan                    | 6:3, 3:6, 4:6, 4:6 |
| 12. | 23. Februar 2014   | Rio de Janeiro (1)   | Sand          | David Marrero        | Juan Sebastián Cabal Robert Farah       | 4:6, 2:6           |
| 13. | 20. April 2014     | Monte Carlo (1)      | Sand          | Ivan Dodig           | Bob Bryan Mike Bryan                    | 3:6, 6:3, [8:10]   |
| 14. | 10. August 2014    | Toronto              | Hartplatz     | Ivan Dodig           | Alexander Peya Bruno Soares             | 4:6, 3:6           |
| 15. | 5. Oktober 2014    | Tokio                | Hartplatz     | Ivan Dodig           | Pierre-Hugues Herbert Michał Przysiężny | 3:6, 7:63, [5:10]  |
| 16. | 16. November 2014  | London (1)           | Hartplatz (i) | Ivan Dodig           | Bob Bryan Mike Bryan                    | 7:65, 2:6, [7:10]  |
| 17. | 9. August 2015     | Washington, D.C. (1) | Hartplatz     | Ivan Dodig           | Bob Bryan Mike Bryan                    | 4:6, 2:6           |
| 18. | 25. Juni 2016      | Nottingham           | Rasen         | Ivan Dodig           | Dominic Inglot Daniel Nestor            | 5:7, 6:74          |
| 19. | 19. März 2017      | Indian Wells (1)     | Hartplatz     | Łukasz Kubot         | Raven Klaasen Rajeev Ram                | 7:61, 4:6, [8:10]  |
| 20. | 6. August 2017     | Washington, D.C. (2) | Hartplatz     | Łukasz Kubot         | Henri Kontinen John Peers               | 6:75, 4:6          |
| 21. | 15. Oktober 2017   | Shanghai (1)         | Hartplatz     | Łukasz Kubot         | Henri Kontinen John Peers               | 4:6, 2:6           |
| 22. | 19. November 2017  | London (2)           | Hartplatz (i) | Łukasz Kubot         | Henri Kontinen John Peers               | 4:6, 2:6           |
| 23. | 7. September 2018  | US Open              | Hartplatz     | Łukasz Kubot         | Mike Bryan Jack Sock                    | 3:6, 1:6           |
| 24. | 18. März 2019      | Indian Wells (2)     | Hartplatz     | Łukasz Kubot         | Horacio Zeballos Nikola Mektić          | 6:4, 4:6, [3:10]   |
| 25. | 23. Juni 2019      | Halle                | Rasen         | Łukasz Kubot         | Raven Klaasen Michael Venus             | 6:4, 3:6, [4:10]   |
| 26. | 13. Oktober 2019   | Shanghai (2)         | Hartplatz     | Łukasz Kubot         | Mate Pavić Bruno Soares                 | 4:6, 2:6           |
| 27. | 27. Oktober 2019   | Wien                 | Hartplatz (i) | Łukasz Kubot         | Rajeev Ram Joe Salisbury                | 4:6, 7:65, [5:10]  |
| 28. | 18. Oktober 2020   | Köln                 | Hartplatz (i) | Łukasz Kubot         | Pierre-Hugues Herbert Nicolas Mahut     | 4:6, 4:6           |
| 29. | 9. Januar 2022     | Adelaide             | Hartplatz     | Ivan Dodig           | Rohan Bopanna Ramkumar Ramanathan       | 6:76, 1:6          |
| 30. | 21. Mai 2022       | Lyon                 | Sand          | Máximo González      | Ivan Dodig Austin Krajicek              | 3:6, 4:6           |
| 31. | 17. Juli 2022      | Newport              | Rasen         | Raven Klaasen        | William Blumberg Steve Johnson          | 4:6, 5:7           |
| 32. | 6. August 2022     | Los Cabos            | Hartplatz     | Raven Klaasen        | William Blumberg Miomir Kecmanović      | 0:6, 1:6           |
| 33. | 25. Februar 2023   | Rio de Janeiro (2)   | Sand          | Juan Sebastián Cabal | Máximo González Andrés Molteni          | 1:6, 6:73          |
| 34. | 14. April 2024     | Monte Carlo (2)      | Sand          | Alexander Zverev     | Sander Gillé Joran Vliegen              | 7:5, 3:6, [5:10]   |
| 35. | 4. August 2024     | Washington (3)       | Hartplatz     | Rafael Matos         | Nathaniel Lammons Jackson Withrow       | 5:7, 3:6           |
| 36. | 16. Februar 2025   | Buenos Aires         | Sand          | Rafael Matos         | Guido Andreozzi Théo Arribagé           | 5:7, 6:4, [7:10]   |

### Mixed

#### Finalteilnahmen
| Nr. | Datum        | Turnier     | Belag | Partnerin  | Finalgegner            | Ergebnis          |
| --- | ------------ | ----------- | ----- | ---------- | ---------------------- | ----------------- |
| 1.  | 7. Juni 2009 | French Open | Sand  | Vania King | Bob Bryan Liezel Huber | 7:5, 6:75, [7:10] |

## Abschneiden bei Grand-Slam-Turnieren

### Doppel
Die Tabelle listet die Ergebnisse der Grand-Slam-Turniere, der ATP Finals, der Olympischen Spiele, des Davis Cups und der Masters-Turniere auf.
| Turnier           | 2025 | 2024 | 2023 | 2022 | 2021 | 2020 | 2019 | 2018 | 2017 | 2016 | 2015 | 2014 | 2013 | 2012 | 2011 | 2010 | 2009 | 2008 | 2007 | Karriere |
| ----------------- | ---- | ---- | ---- | ---- | ---- | ---- | ---- | ---- | ---- | ---- | ---- | ---- | ---- | ---- | ---- | ---- | ---- | ---- | ---- | -------- |
| Australian Open   | 1    | 1    | —    | 2    | AF   | 2    | —    | VF   | AF   | AF   | HF   | AF   | 1    | 1    | 1    | 1    | 2    | 1    | —    | 1 × HF   |
| French Open       | 1    | 2    | AF   | 2    | 1    | 2    | AF   | AF   | 2    | HF   | S    | AF   | AF   | VF   | 2    | VF   | 1    | 2    | 2    | 1 × S    |
| Wimbledon         | VF   | AF   | AF   | 2    | VF   |      | VF   | 2    | S    | AF   | VF   | VF   | F    | VF   | 2    | 2    | 2    | AF   | HF   | 1 × S    |
| US Open           |      | 2    | 1    | 2    | 1    | 1    | AF   | F    | 2    | 1    | 1    | HF   | HF   | AF   | 2    | AF   | 2    | AF   | VF   | 1 × F    |
| ATP Finals        |      | —    | —    | —    | —    | RR   | HF   | RR   | F    | RR   | HF   | F    | HF   | —    | —    | —    | —    | —    | —    | 2 × F    |
| Indian Wells      | 1    | AF   | 1    | 1    | HF   |      | F    | 1    | F    | 1    | HF   | VF   | VF   | —    | 1    | 1    | AF   | 1    | —    | 2 × F    |
| Miami             | 1    | VF   | AF   | AF   | 1    |      | HF   | 1    | S    | AF   | HF   | AF   | AF   | AF   | 1    | 1    | 1    | AF   | —    | 1 × S    |
| Monte Carlo       | 1    | F    | 1    | VF   | 1    |      | VF   | AF   | VF   | HF   | HF   | F    | 1    | AF   | —    | —    | 1    | AF   | —    | 2 × F    |
| Madrid            | 1    | 1    | AF   | 1    | AF   |      | VF   | VF   | S    | HF   | AF   | AF   | 1    | VF   | AF   | —    | AF   | AF   | —    | 1 × S    |
| Rom               | 1    | AF   | 1    | 1    | 1    | 1    | HF   | VF   | VF   | AF   | VF   | VF   | —    | —    | —    | —    | AF   | 1    | —    | 1 × HF   |
| Hamburg           |      |      |      |      |      |      |      |      |      |      |      |      |      |      |      |      |      | AF   | —    | 1 × AF   |
| Kanada            |      | —    | 1    | 1    | AF   |      | 1    | AF   | AF   | S    | AF   | F    | VF   | AF   | —    | 1    | AF   | —    | —    | 1 × S    |
| Cincinnati        |      | AF   | VF   | 1    | 1    | AF   | VF   | VF   | HF   | S    | HF   | AF   | 1    | HF   | —    | 1    | AF   | —    | —    | 1 × S    |
| Shanghai          |      |      |      |      |      |      | F    | S    | F    | AF   | S    | VF   | S    | HF   | —    | —    | —    |      |      | 3 × S    |
| Paris             |      | AF   | 1    | —    | AF   | HF   | 1    | VF   | S    | HF   | S    | AF   | HF   | HF   | VF   | 1    | 1    | VF   | —    | 2 × S    |
| Olympische Spiele |      | —    |      |      |      | 1    |      |      |      | VF   |      |      |      | VF   |      |      |      | AF   |      | 2 × VF   |
| Davis Cup         |      |      |      | —    | —    | —    | —    | —    | PO   | PO   | 1    | PO   | 1    | PO   | —    | PO   | PO   | PO   | —    | 2 × 1R   |

Zeichenerklärung: S = Turniersieg; F, HF, VF, AF = Einzug ins Finale, Halb-, Viertel-, Achtelfinale; 1, 2, 3 = Ausscheiden in der 1., 2., 3. Haupt- / Finalrunde; Q1, Q2, Q3 = Ausscheiden in der 1., 2. 3. Qualifikationsrunde; RR = Round Robin (Gruppenphase); nicht ausgetragen oder andere Kategorie; PO (Playoff), P2 = Auf-/Abstiegsrunde zur Weltgruppe I/II im Davis Cup; W2 = Teilnahme in der Weltgruppe II

### Mixed
| Turnier         | 2007 | 2008 | 2009 | 2010 | 2011 | 2012 | 2013 | 2014 | 2015 | 2016 | 2017 | 2018 | 2019 | 2020 | 2021 | 2022 | 2023 | 2024 | 2025 | Karriere |
| --------------- | ---- | ---- | ---- | ---- | ---- | ---- | ---- | ---- | ---- | ---- | ---- | ---- | ---- | ---- | ---- | ---- | ---- | ---- | ---- | -------- |
| Australian Open | —    | 1    | VF   | HF   | 1    | 1    | 1    | 1    | VF   | —    | —    | —    | —    | 1    | AF   | —    | —    | 1    | 1    | HF       |
| French Open     | —    | AF   | F    | —    | VF   | —    | HF   | —    | —    | —    | —    | —    | —    |      | —    | —    | —    | —    | —    | F        |
| Wimbledon       | 2    | 1    | 2    | HF   | 1    | 2    | AF   | —    | —    | —    | —    | —    | —    |      | —    | —    | —    | —    | —    | HF       |
| US Open         | —    | AF   | 1    | —    | —    | —    | VF   | —    | —    | —    | —    | —    | —    |      | 1    | —    | 1    | —    |      | VF       |